# دین مویار
دین مویار فیلسوف آمریکایی و استاد فلسفه در دانشگاه جان هاپکینز است. او به‌واسطهٔ تخصص خود در مورد کانت و ایدئالیسم آلمانی شناخته شده است.

## کتاب‌ها

### ترجمه به فارسی
- کوانته، میشائیل؛ مویار، دین، راهنمای انتقادی پدیدارشناسی روح هگل، ترجمهٔ محمدمهدی اردبیلی، علی سهرابی، تهران: نشر نی، ۱۴۰۰
- مویار، دین؛ نویهاوزر، فردریک؛ فلسفه اخلاق و سیاست در ایدئالیسم آلمانی، ترجمهٔ مجتبی درایتی، تهران: نشر شب‌خیز، ۱۴۰۰

### اصلی
- Hegel's Value: Justice as the Living Good (OUP, 2021)
- The Oxford Handbook of Hegel (ed.) (OUP, 2017)
- Hegel's Conscience (OUP, 2011)
- The Routledge Companion to Nineteenth Century Philosophy (ed.) (2010),
- Hegel's Phenomenology of Spirit: A Critical Guide (ed.) (CUP, 2008)